# 青島農業大学
青島農業大学（チンタオのうぎょうだいがく、英語：Qingdao Agricultural University）は中華人民共和国山東省青島市に所在する農業大学であり、「山東省有名学校プロジェクト」に基づく最初の大学で、中国国務院によって学士号を授与された最初の大学の1つでもある。学校には城陽区と萊陽市（独立系大学）の2つのキャンパスがあり、平度市にもキャンパスを建設中である。 青島農業大学は胚の分野に一定の影響力を持つ。

## 概要
1951年に開校した萊陽農業學校が前身。そこから、4度の改名を経て、2001年に山東省政府の承認によって青島キャンパスの設立が承認され、2007年3月に教育省によって青島農業大学と改名された。その後、学校の本部は萊陽市から青島市の城陽区に移された。
2016年1月現在、学校には青島と萊陽の2つのキャンパスがあり、3,616畝の面積と790,000平方メートルを超える校舎がある。機器の総価格は3億4,700万元に達した。図書館には2,272,200冊の書籍があり、2,486,300冊の電子書籍がある。専任教員は1506人で、そのうち上級職は662人、学部生は77人である。
統計によると、2015年の青島農業大学の技術資金は1億7,560万に達し、山東省で2番目にランクされた。
2018年11月15日の基礎科学指標データベースの最新のデータによると、2008年1月1日から同年8月31日までの期間、青島農業大学の動植物学および農業科学はESI Globalでの世界1位を獲得していた。

## 著名な卒業生
- 李登海 - 最初の全国トップ10の優秀な若者、優れた貢献を持つ若いと中年の専門家、山東省東海種子有限公司の会長、国立トウモロコシ工学技術研究センター（山東省）のディレクター
- 徐會連 - 東京大学博士、日本自然農業法国際研究